# Notoseris triflora
Notoseris triflora là một loài thực vật có hoa trong họ Cúc. Loài này được (Hemsl.) C.Shih mô tả khoa học đầu tiên năm 1987.